# Vårberg (Stockholms tunnelbana)
Vårberg ist eine oberirdische Station der Stockholmer U-Bahn. Sie befindet sich im gleichnamigen Stadtteil Vårberg. Die Station wird von der Röda linjen des Stockholmer U-Bahn-Systems bedient. Sie zählt zu den eher mäßig frequentierten Stationen des U-Bahn-Netzes. An einem normalen Werktag steigen hier 8.100 Pendler zu und um.
Die Station wurde am 2. Dezember 1967 als 68. Station der Tunnelbana in Betrieb genommen, als der Abschnitt der Röda linjen zwischen Skärholmen und Vårberg eingeweiht wurde. Bis zum 1. Oktober 1972 war sie auch Endstation der Linie T13. Danach fuhren die Züge über den neuerbauten Abschnitt bis zur Station Fittja. Die Bahnsteige befinden sich oberirdisch im Einschnitt. Die Station liegt zwischen den Stationen Skärholmen und Vårby gård. Bis zum Stockholmer Hauptbahnhof sind es etwa 10,5 km.